# زينو ديباست
زينو ديباست (مواليد 24 أكتوبر 2003) هو لاعب كرة قدم بلجيكي يلعب في مركز المدافع في نادي رويال أندرلخت.

## وصلات خارجية
- زينو ديباست على موقع الاتحاد الأوربي (الإنجليزية)
- زينو ديباست على موقع الاتحاد البلجيكي (الإنجليزية)
- زينو ديباست على موقع إي إس بي إن إف سي (الإنجليزية)
- زينو ديباست على موقع قاعدة بيانات كرة القدم.إي يو (الإنجليزية)
- زينو ديباست على موقع ناشيونال فوتبول تيمز (الإنجليزية)
- زينو ديباست على موقع Soccerbase.com (لاعب) (الإنجليزية)
- زينو ديباست على موقع Soccerway.com (الإنجليزية)
- زينو ديباست على موقع عالم كرة القدم.نت (الإنجليزية)